# 나망간 주립 대학교
나망간 주립 대학교 (NamSU)는 우즈베키스탄의 나망간에 있는 대학이다. 1942년에 교육기관으로 설립되었으며, 2017년 기준, 5269 명의 학부생과 136 명의 대학원생이 재학 중이다. 